# Charles-Pierre Fieffé
Charles-Pierre Fieffé, né à Châtillon-en-Bazois le 4 décembre 1839 et mort à Nevers le 10 octobre 1909, est un juge, conservateur ou directeur de différents musées, auteur de plusieurs ouvrages sur la faïence française. Par ses publications, il a contribué à la redécouverte de la faïence française à la fin du XIXe siècle.

## Carrière
Charles-Pierre Fieffé est d'abord notaire à Chantelle. Il devient ensuite conseiller de préfecture à Nevers puis, de 1881 à 1885, juge de paix dans la même ville. En 1885, il se présente à la députation comme candidat républicain et démissionne pour cela en août 1885 de ses fonctions de juge. N'ayant pas été élu, il réintègre la magistrature ; il est nommé juge à Châteauroux en février 1886. Son dossier aux Archives nationales n'indique pas que cette nomination constitue une sanction après sa candidature politique. Il contient au contraire des appréciations élogieuses sur lui, à différents moments de sa carrière. En mai 1891, Fieffé est nommé juge à Clamecy, où il exerce jusqu'en 1903. Cette année-là, il est muté au tribunal de Cherbourg. Dans chacun de ces postes, il s'intéresse au musée de la ville où il a été nommé et y exerce des responsabilités.

## Engagement dans la franc-maçonnerie
Fieffé est initié par la loge "L'Humanité" à l'Orient de Nevers le 16 février 1878. Il passe au grade de Compagnon en septembre 1878, puis est élevé à la maîtrise en octobre 1879. Il est élu Vénérable Maître de la Loge en décembre 1882. À son initiative, les Frères achètent un immeuble de Nevers pour y installer une loge plus vaste. Adolphe Bouveault, membre de la Loge et architecte, restaure les parties anciennes du bâtiment, qui avaient abrité la cour des comptes des ducs de Bourgogne, et il aménage le Temple maçonnique . La loge est inaugurée en juillet 1884. Pour son usage personnel, Fieffé fait réaliser à plusieurs reprises, par des faïenciers de Nevers, des céramiques aux décors maçonniques, faisant référence à cette loge.

## Conservateur de musées
En 1881, Fieffé est nommé conservateur du musée de Nevers. Dès sa prise de fonction, il fait ouvrir une salle spéciale pour les faïences patriotiques, c'est-à-dire révolutionnaires, et se lance dans une politique active d'acquisitions. Les collections passent de 21 à 230 pièces : leur nombre est multiplié par dix en cinq ans.
À Châteauroux, Fieffé devient membre de la commission du musée.
En 1891, Fieffé est nommé juge à Clamecy et apporte sa collaboration au musée dont il est nommé en 1892 conservateur adjoint. Ces fonctions sont bénévoles. Une des salles du musée installé dans l'Hôtel de Ville était déjà consacrée à une collection de céramiques. De 1892 à son départ de Clamecy en 1903, Fieffé porte cette collection de 127 pièces à plus que 400. En 1902, Fieffé est nommé conservateur du musée de Clamecy. 
En 1901, il avait été désigné directeur du musée de Varzy dans la Nièvre, direction honorifique plus qu'effective.
Muté à Cherbourg en 1903, Fieffé est nommé conservateur du musée de la ville en 1905.
Trente-cinq pièces du musée de Nevers sont classées sous le nom de Collection Fieffé.

## Historien de la faïence
En 1885, la publication des Faïences patriotiques nivernaises couronne son travail de conservateur. L'ouvrage, dans un format de luxe, reproduit 269 faïences lithographiées en couleur avec une préface de Champfleury, conservateur du musée de Sèvres, auteur de l'Histoire des faïences patriotiques sous la Révolution (Paris, 1867). La préface de Champfleury contribue à sa réputation. L'ouvrage est l'objet de comptes rendus élogieux dans les revues d'art parisiennes, Gil Blas par exemple, ou dans Le Figaro qui le reconnaît comme « une autorité en la matière ».
En 1901, Fieffé publie Les Faïences patronymiques qui traitent des caractéristiques des saints dans la céramique nivernaise.  L'ouvrage n'aura pas le même succès. Les Faïences patriotiques précédaient la célébration en 1889 du centenaire de la Révolution, les Patronymiques, à caractère religieux, tombèrent en pleine querelle de l'Église et de l'État. Le sujet ne manquait pourtant pas d'intérêt et Fieffé fut le premier à y consacrer un ouvrage, mais le franc-maçon qu'il était privilégia la critique des sources historiques au détriment de l'analyse esthétique des œuvres.
Avant même d'aborder les faïences patronymiques, Fieffé s'était lancé dans un autre projet sur "les faïences parlantes à métiers [c'est-à-dire corporatives] et grivoises" représentant les individus dans l'exercice de leur métier et le plaisir de leurs divertissements. Il  copia lui-même à l'aquarelle ou fit copier plus de 300 types, partageant ainsi son temps entre les deux ouvrages. L'ensemble avec Les faïences patriotiques aurait constitué une sorte de triptyque.
À Cherbourg, Fieffé semble avoir délaissé le manuscrit des Faïences grivoises. Les précieux documents aquarellés conservés au musée de Nevers sont donc la dernière œuvre de Fieffé.
Charles-Pierre Fieffé ne se contenta pas d'étudier les faïences : il en fit aussi réaliser. Il copia ou fit copier des faïences anciennes de la période révolutionnaire que l'on désigne encore sous le nom de copies Fieffé. Avec Adolphe Bouveault (1834-1892), architecte en chef du département de la Nièvre, coauteur des Faïences patriotiques, ils signèrent ensemble en tant qu'auteur-exécutant l'assiette commémorative du centenaire de la Révolution, et surtout, avec son ami Hiver, faïencier de Nevers, collaborateur de Fieffé après le décès de Bouveault, ils créèrent une série de pièces franc-maçonniques.
En conflit avec lui depuis l'affaire Dreyfus, ses héritiers détruisirent à sa mort ses archives dont le manuscrit des Faïences grivoises.
L'une des filles de Fieffé a épousé à Clamecy en 1901 Amédée Catonné.